# Буонвичино
Буонвичино (итал. Buonvicino, грч. Βομβακίω) је насеље у Италији у округу Козенца, региону Калабрија.
Према процени из 2011. у насељу је живело 266 становника. Насеље се налази на надморској висини од 443 м.

## Становништво
| 1951. | 1961. | 1971. | 1981. | 1991. | 2001. | 2011. |
| ----- | ----- | ----- | ----- | ----- | ----- | ----- |
| 3.680 | 3.533 | 3.296 | 3.095 | 3.033 | 2.540 | 2.354 |